# Mali 3 (quartier)
Mali 3 est l'un des quartiers de la sous-préfecture de Mali, situé dans la préfecture de Mali en république de Guinée.

## Géographie

### Démographie
- En 2014, le district comptait 1 800 habitants selon les RGPH 2014[1].

## Éducation

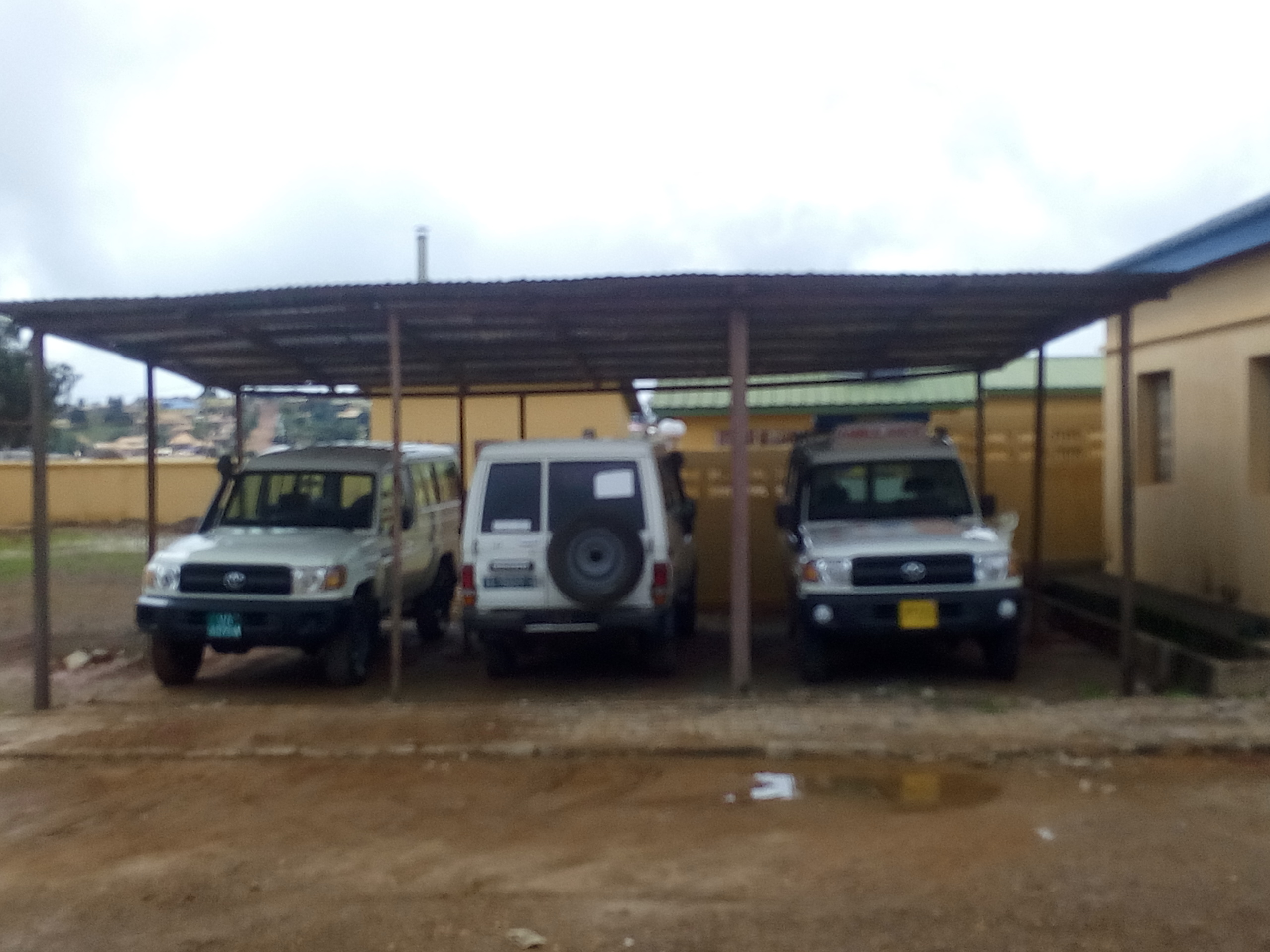

Mali 3 habite l'Hôpital préfectoral de Mali.

## Sport
Mali 3 a le stade préfectoral de Mali. 